# Футбол в Польше
Футбол в Польше является самым популярным видом спорта. 

В 2012 году Польша, совместно с Украиной, приняла у себя Чемпионат Европы.

## История
27 августа 1939 года в Варшаве был сыгран матч, известный как «Последняя игра» (польск. Ostatni mecz) — это был последний матч сборной Польши, сыгранный накануне Второй мировой войны; полякам удалось обыграть сборную Венгрии (ставшую годом ранее серебряным призёром Чемпионата мира 1938 года) со счётом 4:2.

## Чемпионат страны
Чемпионат Польши по футболу называется Экстракласса (Ekstraklasa).
Проводится с 1927 года; а после войны был возобновлён в 1946 году.
Самые титулованые клубы (по 14 побед, на 2021):
столичная «Легия»,
«Рух» из Хожува,
«Гурник» из Забже.
Лучшие бомбардиры (см. Лучшие бомбардиры чемпионата Польши по футболу):
Эрнст Поль (Легия, Гурник; 186 за 1954-67 гг.),
Лучан Брыжа (Легия; 182 гола за 1954-71 гг.),
Герард Цесьлик (Рух; 167 гола за 1948-59 гг.),
Влодзимеж Любаньский (Гурник; 155 гола за 1963-75 гг.),
Теодор Петерек (Рух; 154 гола за 1928-48 гг.).

### Кубок
- Кубок Польши по футболу
- Суперкубок Польши по футболу

## Сборная страны

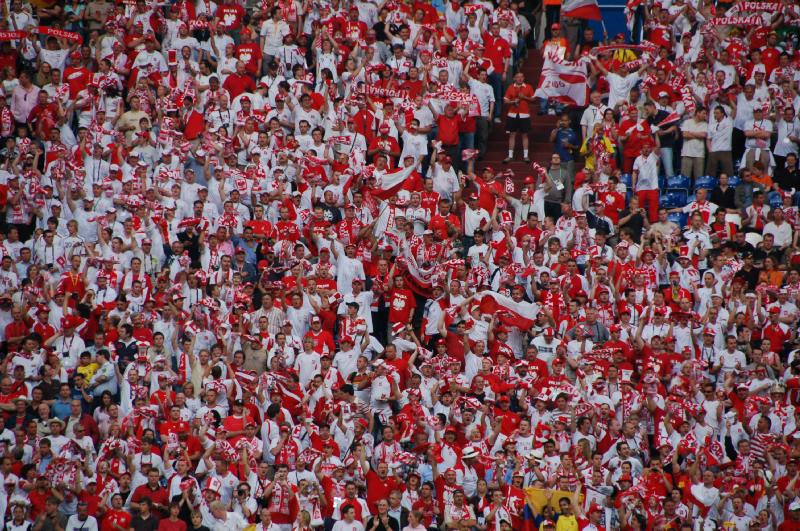
Польские болельщики на ЧМ-2006

Сборная Польши по футболу образована в 1919 году.
Среди наивысших достижений команды Олимпийское золото в 1972 году, Олимпийское серебро в 1976 году.
Сборная занимала третьи места на чемпионатах Мира в 1974 (в ФРГ) и 1982 (в Испании).
Лучший бомбардир в истории сборной — Роберт Левандовский (49 голов, на начало 2021 г.); ранее лидером был Влодзимеж Любаньский.
- Общество почётных игроков сборной

- Молодёжная сборная Польши по футболу
- Женская сборная Польши по футболу (см. Женский футбол в Польше[пол.])

### Матчи
см. Категория:Матчи сборной Польши по футболу
Со сборной СССР сборная Польши встречалась трижды: на ЧМ-82 (0:0) и дважды в отборе к ЧЕ-84 (1:1 и 0:2).
Со сборной России сборная Польши встречалась четырежды:
1996 (0:2, тов.),
1998 (3:1, тов.),
2007 (2:2, тов.),
2012 (1:1, ЧЕ-2012).

## Организации
- Польский футбольный союз (Polski Związek Piłki Nożnej, PZPN)

## Награды
- Футболист года в Польше (Piłka Nożna)